# Dasychira albinotata
Dasychira albinotata är en fjärilsart som beskrevs av Holland 1893. Dasychira albinotata ingår i släktet Dasychira och familjen tofsspinnare. Inga underarter finns listade i Catalogue of Life.